# Marta Skupilová
Marta Skupilová   (Bratislava, 28 de març de 1938 - Penticton, 25 d'agost de 2017) fou una nedadora eslovaca, especialista en papallona, que va competir sota bandera txecoslovaca durant la dècada de 1950.
El 1956 va prendre part en els Jocs Olímpics d'Estiu de Melbourne, on quedà eliminada en sèries en els 100 metres papallona del programa de natació.
En el seu palmarès destaca una medalla de bronze en els 100 metres papallona del Campionat d'Europa de natació de 1958.